# خوان آنتونیو انکیلا
خوان آنتونیو انکیلا (انگلیسی: Juan Antonio Anquela؛ زادهٔ ۱۱ سپتامبر ۱۹۵۷) بازیکن فوتبال اهل اسپانیا است.
از باشگاه‌هایی که در آن بازی کرده‌است می‌توان به باشگاه فوتبال اوئسکا، باشگاه فوتبال الچه، باشگاه فوتبال آلباسته بالومپیه، و باشگاه فوتبال کوردوبا اشاره کرد.